# Grote schorscelspin
De grote schorscelspin (Harpactea rubicunda) is een spinnensoort in de taxonomische indeling van de celspinnen (Dysderidae).
Het dier behoort tot het geslacht Harpactea en werd in 1838 beschreven door Carl Ludwig Koch. De soort komt voor in België.